# فرسندوسو د ایبور
فرسندوسو د ایبور (به اسپانیایی: Fresnedoso de Ibor) یک منطقهٔ مسکونی در اسپانیا است که در استان کاسرس واقع شده‌است. فرسندوسو د ایبور ۵۴ کیلومتر مربع مساحت دارد.